# Prisonnier des Vikings
 (avril 2025).
Si vous disposez d'ouvrages ou d'articles de référence ou si vous connaissez des sites web de qualité traitant du thème abordé ici, merci de compléter l'article en donnant les références utiles à sa vérifiabilité et en les liant à la section « Notes et références ».
Prisonnier des Vikings (titre original : The Sea of Trolls) est un roman de fantasy pour les enfants, écrit par l'écrivaine Nancy Farmer et publié par Livres Atheneum en 2004. Il a inauguré la série de la Mer des Trolls, qu'elle poursuit en 2007 et 2009.

## Résumé
Prisonnier des Vikings se situe en l'an 793 en Angleterre anglo-saxonne, en Scandinavie, et au royaume mythique de Jotunheim.
Capturé par les Normands (Vikings) quand ils ont attaqué leur village, Jack et sa sœur cadette Lucy (11 ans et 5 au début du livre) doivent être vendus comme esclaves sitôt qu'ils atteignent la terre. À bord du bateau viking, Jack rencontre pour finalement et très progressivement se lier d'amitié avec elle Thorgil, une jeune berserker. Les Normands ont l'intention de vendre Jack et Lucy au marché des esclaves aux dénommés « Pictes », mais les deux serfs (esclaves) sont épargnés parce que Lucy est adorable, mais surtout parce que Jack est un barde. Olaf, le père adoptif de Thorgil, décide de garder Jack comme son scalde personnel (terme Viking pour barde), et Thorgil décide de donner Lucy en cadeau au roi Ivar le Désossé et épouse demi-troll la reine Frith, car elle croit que la reine lui permettra de devenir berserker.
Quand ils arrivent à la cour, tout ne se passe pas comme prévu. Jack est condamné à des tâches subalternes contre son gré, et rencontre le cochon-troll meurtrier Crin d'Or, qui doit être sacrifié à la déesse Freya. Après avoir chanté à Olaf l'ode (la chanson éloge) pour le retour de Northman, Jack fait perdre par inadvertance à la reine Frith ses cheveux tout en chantant à leur sujet. Horrifiée, elle menace de sacrifier Lucy à la déesse Freya car Crin d'Or s'est sauvé. Cependant, elle donne à Jack une chance de la sauver, s'il peut faire repousser ses cheveux. Jack va de pair avec Olaf et Thorgil à Jotunheim, la terre des Trolls, à rechercher le bien mythique puits de Mimir, qui contient de l'eau magique (de l'énergie pure) qui donne la connaissance au buveur de ce dont il a besoin, au pied des racines de l'arbre du monde Yggdrasil. Olaf est tué par un ours-troll, un ours gigantesque originaire de Jotunheim. Jack et Thorgil sont capturés par un dragon, mais ils attisent la folie d'un dragonneau, ce qui leur permet de s'échapper. Thorgil le tue mais avale un peu de son sang, ce qui lui permet de parler avec les oiseaux. Au bout du chemin, Jack répond à la reine des Jotuns (Trolls), comme il a besoin de son consentement pour continuer à chercher le puits de Mimir. Il trouve l'arbre Yggdrasil et le fameux puits, où il boit avec Thorgil. À la fin d'un retour également mouvementé, Jack fait repousser ses cheveux à Frith, avec une nuance qui la transforme en un être difforme qui se perd dans ses propres marais. Jack et Lucy rentrent enfin à la maison, avec beaucoup de souvenirs de la Normandie.
Dans cette quête, Jack et Thorgil rencontrent de nombreux dangers et apprennent à faire des sacrifices pour le bien des autres.